# Victor Haderup
Victor Frants Nachtegall Haderup, född 25 juli 1845 i Vesterborg på Lolland, död 29 april 1913 i Charlottenlund, var en dansk tandläkare. 
Haderup avlade examen 1871 och vann doktorsgraden 1888 på avhandlingen Bidrag til Studiet af Kæbecysterne. Han inrättade en klinik för mun- och tandsjukdomar i Köpenhamn 1878, blev medlem av kommissionen angående tandläkarexamen 1880 och av kommissionen angående tandläkarväsendets ordnande 1885. Som medstiftare av polikliniken var han tandavdelningens läkare från 1884 och ledde teoretisk och senare klinisk undervisning vid Tandlægeskolen från 1888 och en fonetisk kurs vid Köpenhamns universitet 1895. Han åtnjöt utomordentligt anseende i utlandet och var medredaktör för flera skandinaviska facktidskrifter samt för "Nordisk Tidsskrift for Abnormvæsenet". År 1900 var han domare i en tävling om en lärostol vid Karolinska institutet i Stockholm. Han ledde det danska tandläkarväsendet in på moderna spår.

## Utmärkelser
- Riddare av Dannebrogorden,  1894[2]
- Professors namn,  1902[2]
- Riddare av Vasaorden[3]

[Redigera Wikidata]